# 라자스펠트 예상
라자스펠트 예상(Lazarsfeld conjecture)은 미국 미시간 대학교 로버트 라자스펠트(en) 교수가 1984년 예측한 명제다. 실수와 허수로 이뤄진 복소수를 데이터로 하는 다차원 공간에 대칭성이 많은 좌표들이 존재한다면 이에 대응하는 공간에도 대칭성이 많은 좌표의 무리가 존재해야 한다는 예측이다.